# Sukorame (Gandusari)
Sukorame is een bestuurslaag in het regentschap Trenggalek van de provincie Oost-Java, Indonesië. Sukorame telt 5516 inwoners (volkstelling 2010).